# Trollerilåda
En trollerilåda är en låda som innehåller en samling trolleritrick. De flesta trollerilådor presenteras som leksaker, men de flesta kända illusionister började öva som barn med trollerilådor.
Trollerilådor har producerats med hjälp av flera kända svenska trollkarlar, bland annat Joe Labero och Tobbe Trollkarl.